# Apataelurus kayi
L'apataeluro (Apataelurus kayi) è un mammifero estinto, appartenente agli ossienidi. Visse nell'Eocene medio (circa 46 - 40 milioni di anni fa) e i suoi resti fossili sono stati ritrovati in Nordamerica.

## Descrizione
Tutto ciò che si conosce di questo animale è una mandibola, ed è quindi impossibile ricostruire con esattezza l'aspetto di Apataelurus. Tuttavia, il confronto con altri animali simili ma meglio conosciuti (come Machaeroides) permettono di ipotizzare che Apataelurus fosse un carnivoro di medie dimensioni, forse grande quanto una lince. La caratteristica più insolita di Apataelurus era data dalla presenza di una flangia ossea prominente, sporgente da ciascun lato della mandibola e posta in posizione avanzata, praticamente al di sotto della zona degli incisivi e dei canini. Questo animale era più specializzato dell'affine Machaeroides: sul carnassiale inferiore (il secondo molare) era avvenuta una riduzione del talonide e la scomparsa del metaconide, mentre sul primo molare sia metaconide che talonide si erano ridotti. L'incisivo mediano era scomparso, e anche il canino era ridotto. Infine, il processo coronoide della mandibola era estremamente ridotto, e ciò indica un grado di apertura delle fauci molto ampio. Con tutta probabilità, la presenza di flange ossee allungate nella mandibola indica la presenza, nella mascella, di canini allungati a forma di sciabola; lo stesso Machaeroides ne era dotato, e le caratteristiche flange si riscontrano anche nelle cosiddette tigri dai denti a sciabola, nei nimravidi dotati di canini a sciabola e nel sudamericano Thylacosmilus.

## Classificazione
Apataelurus kayi venne descritto per la prima volta da Scott nel 1937, sulla base di una mandibola ritrovata in terreni dell'Eocene medio dello Utah. Altri fossili attribuiti con qualche incertezza a questo genere sono stati ritrovati in California.
Apataelurus e Machaeroides sembrerebbero rappresentare una particolare linea evolutiva "dai denti a sciabola" di mammiferi ossienidi, un gruppo di mammiferi arcaici dalle abitudini carnivore, tipici dell'Eocene. Apataelurus sembrerebbe il culmine di questa tendenza evolutiva.

## Paleobiologia
Si suppone che Apataelurus fosse un carnivoro che poteva sventrare le sue prede con i lunghi canini superiori. In posizione di riposo, i canini allungatissimi erano protetti dalle flange ossee della mandibola.